# Revin
Revin é uma comuna francesa na região administrativa de Grande Leste, no departamento das Ardenas. Estende-se por uma área de 38,42 km². Em 2010 a comuna tinha 6 170 habitantes (densidade: 160,6 hab./km²).